# Jiří Raška
Jiří Raška (ur. 4 lutego 1941 we Frenštácie pod Radhoštěm, zm. 20 stycznia 2012 w Nowym Jiczynie) – czechosłowacki skoczek narciarski, złoty i srebrny medalista olimpijski, srebrny medalista mistrzostw świata, brązowy medalista mistrzostw świata w lotach, zwycięzca Turnieju Czterech Skoczni, sześciokrotny mistrz Czech. Ogłoszony najlepszym czeskim narciarzem XX wieku przez Czeski Związek Narciarski.

## Kariera
Na arenie międzynarodowej zadebiutował w 1962 podczas konkursu w Oberstdorfie.
W 1968 wziął udział w igrzyskach olimpijskich w Grenoble, gdzie zdobył złoty medal na skoczni normalnej i srebrny na dużej. Raška został tym samym pierwszym złotym medalistą zimowych igrzysk olimpijskich pochodzącym z Czechosłowacji, oraz – zgodnie z ówczesnymi przepisami – mistrzem i wicemistrzem świata w obu konkurencjach. Na większym obiekcie wyprzedził go tylko Władimir Biełousow. Dwa lata później, na mistrzostwach świata w Wysokich Tatrach został wicemistrzem świata na dużej skoczni, ulegając jedynie Garijowi Napałkowowi. Raška był rekordzistą świata w długości skoku narciarskiego z wynikiem 164 metrów, uzyskanym w Planicy. W 1972 na mistrzostwach świata w lotach w Planicy wywalczył brązowy medal, a wyprzedzili go tylko Walter Steiner oraz Heinz Wosipiwo. W tym samym roku wystartował na igrzyskach w Sapporo, zajmując piąte miejsce na normalnej skoczni oraz dziesiąte na dużej.
Trzykrotnie – w latach 1966, 1969 i 1970 wygrywał Tydzień Lotów Narciarskich, a w 1967 i 1968 zwyciężał w Pucharze Przyjaźni.
Trzykrotnie zajmował miejsca na podium w klasyfikacji generalnej Turnieju Czterech Skoczni. W 16. Turnieju Czterech Skoczni zajął drugie miejsce (4. miejsce w Oberstdorfie, 21. miejsce w Garmisch-Partenkirchen, 3. miejsce w Innsbrucku i 1. miejsce w Bischofshofen), podobnie jak w 17. Turnieju Czterech Skoczni (2. miejsce w Oberstdorfie, 21. miejsce w Garmisch-Partenkirchen, 2. miejsce w Innsbrucku i 1. miejsce w Bischofshofen). W sezonie 1970/1971 wygrał końcową klasyfikację w 19 edycji turnieju, choć nie wygrał żadnego z czterech konkursów (5. miejsce w Oberstdorfie, 2. miejsce w Garmisch-Partenkirchen, 2. miejsce w Innsbrucku i 2. miejsce w Bischofshofen).
Karierę skoczka zakończył w 1974, po czym został trenerem czechosłowackiej reprezentacji. W latach 1994–1996 prowadził drużynę Czech. Jego wnukami są Jiří i Jan Mazoch – także skoczkowie narciarscy, reprezentujący Czechy.

## Igrzyska olimpijskie
| Miejsce | Dzień     | Rok  | Miejscowość | Konkurs                         | Wynik     | Strata   | Zwycięzca          |
| ------- | --------- | ---- | ----------- | ------------------------------- | --------- | -------- | ------------------ |
| 1.      | 11 lutego | 1968 | Grenoble    | Skocznia normalna indywidualnie | 216,5 pkt | –        | –                  |
| 2.      | 18 lutego | 1968 | Grenoble    | Skocznia duża indywidualnie     | 229,4 pkt | 1,9 pkt  | Władimir Biełousow |
| 5.      | 6 lutego  | 1972 | Sapporo     | Skocznia normalna indywidualnie | 224,8 pkt | 19,4 pkt | Yukio Kasaya       |
| 10.     | 11 lutego | 1972 | Sapporo     | Skocznia duża indywidualnie     | 204,7 pkt | 15,2 pkt | Wojciech Fortuna   |

## Mistrzostwa świata
| Miejsce | Dzień     | Rok  | Miejscowość   | Konkurs                         | Wynik     | Strata   | Zwycięzca      |
| ------- | --------- | ---- | ------------- | ------------------------------- | --------- | -------- | -------------- |
| 4.      | 19 lutego | 1966 | Oslo          | Skocznia normalna indywidualnie | 203,9 pkt | 19,3 pkt | Bjørn Wirkola  |
| 4.      | 27 lutego | 1966 | Oslo          | Skocznia duża indywidualnie     | 215,3 pkt | 11,4 pkt | Bjørn Wirkola  |
| 8.      | 14 lutego | 1970 | Wysokie Tatry | Skocznia normalna indywidualnie | 230,8 pkt | 9,8 pkt  | Garij Napałkow |
| 2.      | 21 lutego | 1970 | Wysokie Tatry | Skocznia duża indywidualnie     | 212,3 pkt | 13,7 pkt | Garij Napałkow |

## Mistrzostwa świata w lotach
| Miejsce | Dzień     | Rok  | Miejscowość | Konkurs            | Wynik     | Strata   | Zwycięzca      |
| ------- | --------- | ---- | ----------- | ------------------ | --------- | -------- | -------------- |
| 3.      | 19 lutego | 1972 | Planica     | Loty indywidualnie | 379,0 pkt | 48,5 pkt | Walter Steiner |

## Odznaczenia
- Medal Za Zasługi I Stopnia – 2011[3][4].